# Deutsche Lungenstiftung
Die Deutsche Lungenstiftung e. V. ist ein deutscher Verein mit dem Ziel, die Lage der Patienten mit Lungenkrankheiten und der Forschung innerhalb der Lungenheilkunde (Pneumologie) zu verbessern. Der eingetragene Verein mit Sitz in Lüneburg wurde auf Initiative von Mitgliedern der Deutschen Gesellschaft für Pneumologie (heute Deutsche Gesellschaft für Pneumologie und Beatmungsmedizin) 1994 gegründet. Sie finanziert sich ausschließlich durch Mitgliedsbeiträge, Spenden und Zuwendungen. Die derzeit gültige Satzung datiert vom 1. November 1998 inkl. Ergänzungen vom 22. Juni 2020. Die Geschäftsstelle des Vereins befindet sich in Langenhagen bei Hannover.

## Organisation
Der Vorstand besteht seit der Wahl vom 9. April 2025 aus dem Vorsitzenden Claus Franz Vogelmeier, dessen Stellvertreter Christian Taube, der Schatzmeisterin Annegret Zurawski und der Schriftführerin Franziska Trudzinski. Sie wurden der Satzung entsprechend vom Kuratorium für vier Jahre gewählt und arbeiten ehrenamtlich; in der Regel sind oder waren viele Vorstandsmitglieder in der Pneumologie tätig. Das daneben bestehende Kuratorium leiten der Vorsitzende Michael Dreher und die neugewählten Stellvertreter Torsten T. Bauer und Markus M. Müller. Sie sind wie die übrigen Mitglieder ehrenamtlich tätig und werden für vier Jahre gewählt. Aufgabe des Kuratoriums ist unter anderem die Unterstützung und Entlastung des Vorstands. Seine Beschlüsse sind gemäß § 12 der Satzung für den Vorstand verbindlich.
Ferner beruft der Vorstand mit Zustimmung des Kuratoriums einen wissenschaftlichen Beirat, dessen Mitglieder gleichfalls für vier Jahre ehrenamtlich arbeiten. Der Beirat berät den Vorstand und das Kuratorium bei der Planung und Verwirklichung der fachlichen Ziele; er nimmt zu den vorgelegten Anträgen und Projekten Stellung. Leiterin des Beirats ist Barbara Weckler.

## Schwerpunkte
Der Verein befasst sich gezielt mit Themen zu Umwelt, Lunge und Atmung. Sie vertritt diese Themen gegenüber der Fachwelt und der Öffentlichkeit. Sie ist Ansprechpartner für Medien und vermittelt Experten zu den einschlägigen Themen. Dies geschieht auch vor dem Hintergrund, dass die Pneumologie, die für so häufige Krankheiten wie Lungenentzündung, Lungenkrebs, Tuberkulose, Bronchitis, Asthma, COPD, Mukoviszidose, Schlafapnoe und generell für die Folgen des Rauchens und der Feinstaubbelastung zuständig ist, als Fach sowohl an den Universitäten wie auch in der Öffentlichkeit kaum bewusst wahrgenommen wird.

## Einzelne Aktivitäten
Der Verein akquiriert Mittel für die angewandte pneumologische Forschung, fördert den wissenschaftlichen Nachwuchs durch einen Doktorandenpreis und übersetzt Empfehlungen und Leitlinien der wissenschaftlichen Gesellschaft in eine laiengerechte Sprache; sie hilft auch bei deren Verbreitung. Durch Stipendien und Zuschüsse zu Projekten und Reisen hilft sie entsprechend ihrer Richtlinie vom 8. Oktober 2007 bei Forschungsvorhaben wie auch beim wissenschaftlichen Austausch. Außerdem fördert sie die Verbreitung pneumologischer Themen in Laienmedien durch den Medienpreis der Lungenstiftung, der alle zwei Jahre ausgeschrieben wird. Er ersetzt seit dem Jahr 2020 den Wilhelm und Ingeborg Roloff-Preis für Journalisten, der nach dem Tbc-Forscher Wilhelm Roloff und dessen Frau benannt wurde und zum zwölften und letzten Mal im Jahr 2019 beim 60. Jahreskongress der Deutschen Gesellschaft für Pneumologie und Beatmungsmedizin in München vergeben worden ist.
Der Verein führt Präventionsprojekte bei Erwachsenen, Kindern und Jugendlichen durch, veranstaltet Patientenkongresse, arbeitet mit den pneumologisch orientierten Selbsthilfegruppen und -organisationen zusammen (etwa durch die Herausgabe des Weißbuches über Selbsthilfegruppen in Deutschland) und bietet praktische Unterstützung für regionale Informationsveranstaltungen. Der Schriftsteller Peter Härtling unterstützte die Stiftung von 2012 an bis zu seinem Tod (2017) ehrenamtlich als „Botschafter“.
Außerdem gibt die Deutsche Lungenstiftung einmal jährlich die Mitgliederzeitschrift „Lunge, Luft & Leben“ heraus. Das Blatt unterrichtet über Diagnostik und Therapie von Lungen- und Atemwegserkrankungen, über Präventionsmaßnahmen, die Aufklärung bei Kindern und Jugendlichen sowie über eigene Kreativwettbewerbe (meist für Schulen) und lokale Aktivitäten. Durch ihr in bereits fünf Auflagen erschienenes „Weißbuch Lunge“, zuletzt im Jahr 2023, macht sie gemeinsam mit der Deutschen Gesellschaft für Pneumologie und Beatmungsmedizin auf die mangelhafte Position der Pneumologie in Deutschland aufmerksam.

## Spenden
Der Verein investiert einen sehr großen Teil der eingehenden Spenden in die Forschungsförderung zugunsten der Lungen- und Atemwegserkrankungen.